# یینچوان
یینچوان (به لاتین: Yinchuan) یک سکونتگاه مسکونی در جمهوری خلق چین با جمعیت ۱٬۹۹۳٬۰۸۸ نفر است که در نینگ‌شیا واقع شده است.